# فلم مختارات
فِلم المختارات (المعروف أيضًا باسم فِلم شامل ، أو فِلم رزمة ، أو فِلم بورتمانتو ) هو فِلم واحد يتكون من عدة أفلام أقصر ، كل منها كامل في حد ذاته ومميز عن الآخر ، على الرغم من أنه مرتبط في كثير من الأحيان بموضوع واحد ، أو مقدمة ، أو مؤلف. في بعض الأحيان يتم توجيه كل فِلم من قبل مخرج مختلف أو كتبه مؤلف مختلف ، أو ربما تم إنتاجه في أوقات مختلفة أو في بلدان مختلفة. تتميز أفلام المختارات عن " الأفلام المسرحية " مثل " باراماونت أون باريد" (1930) - التي كانت شائعة في هوليوود في العقود الأولى من الأفلام الصوتية والأفلام المركبة والأفلام المجمعة.